# Corabia
Corabia è una città della Romania di 20 052 abitanti, ubicata nel distretto di Olt, nella regione storica dell'Oltenia.
Fanno parte dell'area amministrativa anche le località di Tudor Vladimirescu e Vârtopu.
La Tabula Peutingeriana cita un castrum denominato Sucidava, costruito al tempo dell'imperatore Traiano che venne successivamente rinforzato sotto Adriano.
L'attuale nome nasce dal termine romeno corabia, che significa galea: la città ed il suo porto sul Danubio vennero infatti fondati da una colonia di marinai genovesi scampati a un naufragio. Lo sviluppo del porto di Corabia raggiunse il suo massimo verso la fine del XIX secolo.
Durante il regime comunista, la città divenne un importante centro industriale: forti investimenti portarono alla creazione di industrie del settore dei mobili, uno zuccherificio, una conceria ed aziende tessili. Con la caduta del regime, molte di queste attività sono state drasticamente ridimensionate o completamente chiuse.

## Luoghi d'interesse
Oltre alle citate rovine del castrum di Sucidava, tra le quali la cosiddetta Fontana segreta, un'interessante ed originale opera di ingegneria, altre attrattive della città sono:
- La cattedrale ortodossa della SS. Trinità, uno dei più grandi edifici religiosi del Paese.
- Il grande monumento nella piazza centrale che ricorda le operazioni avvenute nella zona durante la Guerra di indipendenza romena del 1878.
- Il Museo archeologico, che conserva, tra gli altri cimeli, un'importante collezione di ceramiche di epoca romana.

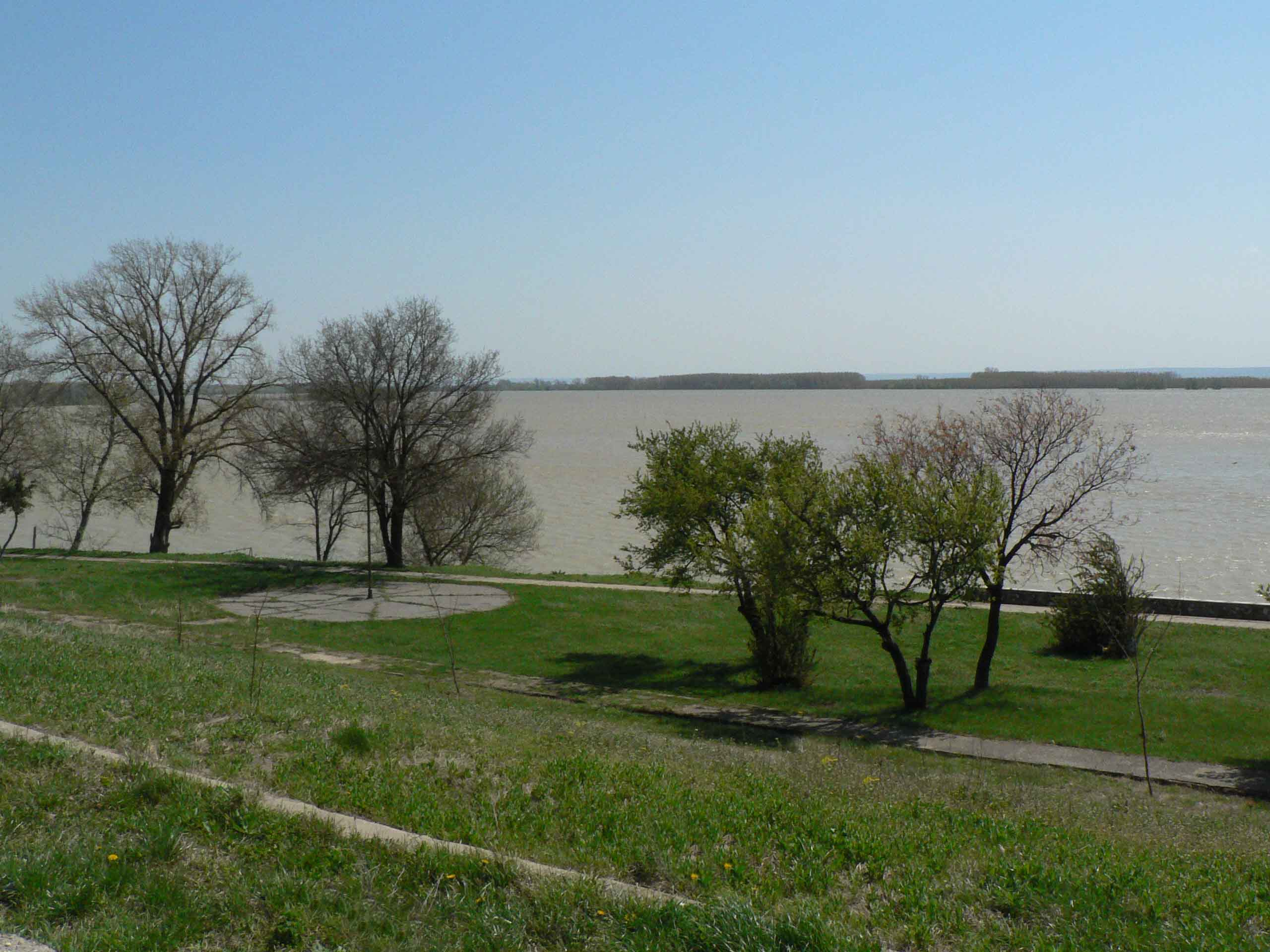
Il Danubio a Corabia

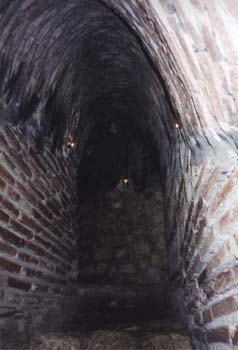
La fontana segreta